# Bernard Clavel (biographie de Ragon)
L'ouvrage Bernard Clavel est une biographie écrite par son ami et confrère Michel Ragon, une des rares existant à ce jour portant sur l'œuvre de Bernard Clavel, même si l'ouvrage s'arrête en 1975, date de sa parution et que de ce fait elle ne prenne pas en compte tout ce que Bernard Clavel a écrit après cette date.
Michel Ragon et Bernard Clavel se connaissent bien et s'apprécient particulièrement. Ils se rejoignent sur de nombreux points : Bernard Clavel a par exemple préfacé le livre de Michel Ragon Ils ont semé nos libertés. Cent ans de droits syndicaux et ont longtemps collaboré tous les deux à la revue Le Jardin des arts.

## Présentation et contenu global

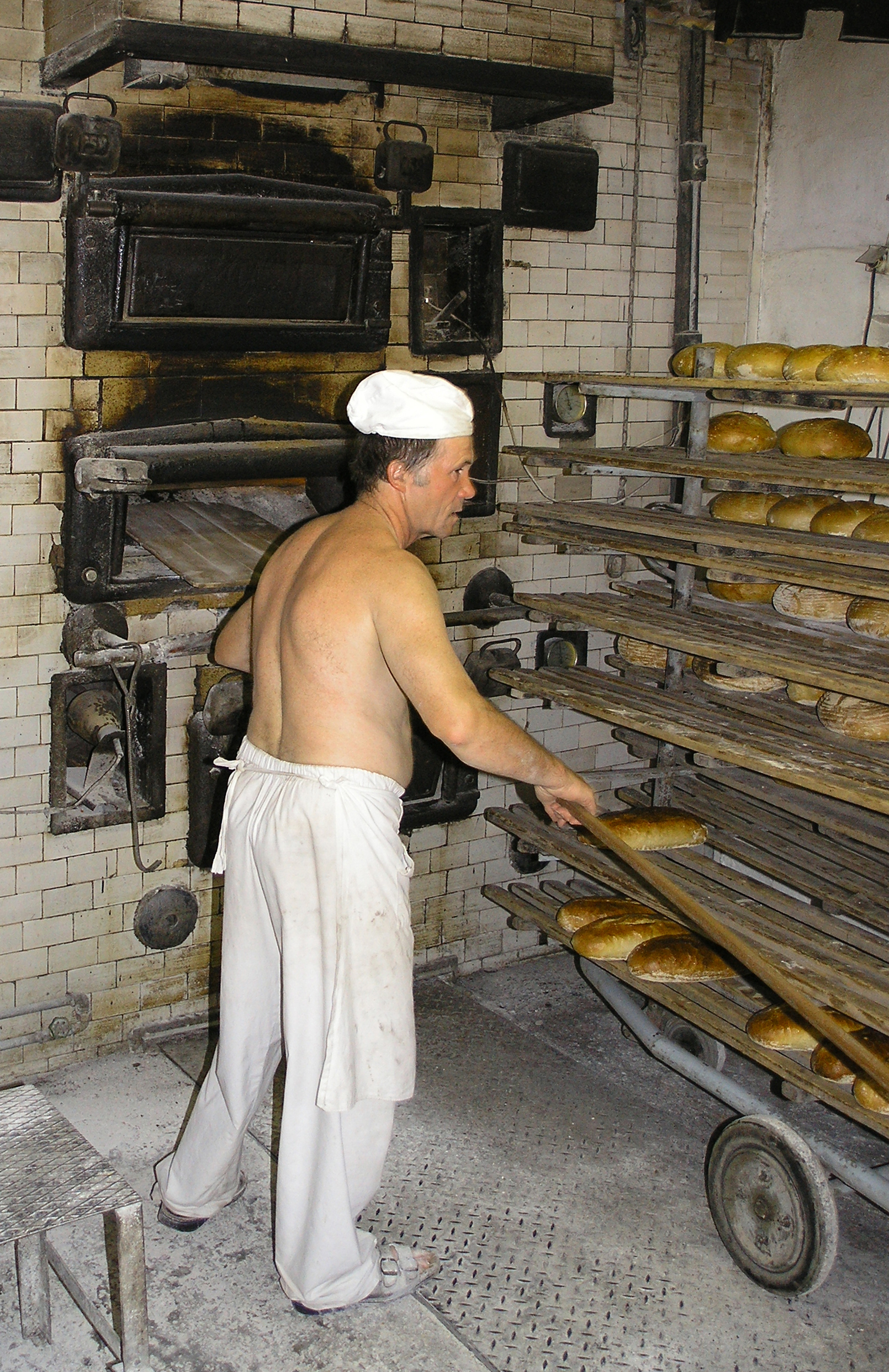
Boulanger

### Structure de l'ouvrage
Il se présente en deux parties, d'abord une présentation biographique de Michel Ragon puis des extraits représentatifs de l'œuvre de Bernard Clavel.

### Présentation de Michel Ragon à travers les grands thèmes de Bernard Clavel
- Approche de l'homme à travers son passé, ses amitiés, l'apologie du corps ;
- L'histoire locale comme approche sociologique ;
- Repères biographiques : L'homme et son œuvre - à la recherche de son destin.

### Sélection de textes
Trois ensembles peuvent se dégager de cette présentation des textes : L'amour du métier, la puissance des souvenirs et le pacifiste et le militant.

### Clavel, de l'infréquentable à la reconnaissance

#### Les années 1956 à 1968
Il mène une vie très difficile, travaillant le jour et écrivant la nuit : il est L'ouvrier de la nuit.

#### 1967-1968: notoriété en 1900, célébrité en 1856
En 1967, Bernard Clavel s'investit dans plusieurs domaines. Il préface Le Talon de fer de Jack London, publie une monographie de Léonard de Vinci, son premier conte L'Arbre qui chante et écrit Les Fruits de l'hiver, dernier tome de La Grande Patience qui lui vaudra le prix Goncourt. C'est justement à cette occasion qu'une polémique va se développer. Elle est d'abord factuelle, Louis Aragon intervenant en soutien de François Nourissier et manœuvrant pour l'avantager. Bernard Clavel n'est couronné qu'avec la voix prépondérante de Roland Dorgelès. La polémique va rebondir ensuite sur le fond, sur la signification de cette distinction avec un article sans appel d'Alain Bosquet : Un Goncourt pour fossiles, un livre qui selon lui raconte des histoires 'passéistes' dans un style sans relief. Il lui reproche surtout d'être un auteur 'populaire', ce qui sous sa plume est très péjoratif mais réjouirait plutôt Bernard Clavel, « une littérature qui se veut à la portée du peuple », écrite « avec de bons sentiments ». Et selon lui, on ne fait pas de la bonne littérature avec ce genre de sentiments.

#### Clavel à la conquête de son destin
La politique va s'en mêler, Clavel étant surtout attaqué par des journaux de droite, Minute ou Spectacle du monde, et reconnu depuis longtemps par Les Lettres françaises, les articles d'André Wurmser en particulier. Clavel s'exprimera dans le bulletin de son éditeur Robert Laffont, écrivant : « Je n'ai jamais cherché ni à paraître, ni à devenir autre chose qu'un romancier que tout le monde peut lire... »
La polémique passant avec le temps, Bernard Clavel sera élu... à l'Académie Goncourt et même Alain Bosquet lui reconnaîtra du talent pour son roman Le Seigneur du fleuve. Lors de la sortie du Silence des armes, Bertrand Poirot-Delpech lui consacrera un long article, reconnaissant « un artiste issu du peuple qui ne confond pas la libération de son inconscient avec celle du prolétaire, ni le langage clair avec une tare bourgeoise... ». Ainsi, les choses sont dites et Clavel reconnu comme un écrivain marquant de son époque.

#### Les rencontres et l'amitié
Les rencontres et l'amitié qui en résulte souvent, vont beaucoup aider Clavel dans cette période difficile. En 1955, il envoie l'un de ses livres à la romancière Michèle Esday qui le refuse mais lui présente deux écrivains qui deviendront importants pour Clavel : Armand Lanoux et Hervé Bazin. L'année suivante, son ami l'écrivain lyonnais Jean Reverzy refuse le prix rhodanien des lettres pour que Clavel puisse l'obtenir avec L'Ouvrier de la nuit. Il s'arrange aussi pour que Clavel obtienne une commande, une monographie de Paul Gauguin, publiée en 1958 par les éditions du Sud-Est.
À l'amitié dans la vie correspond l'amitié dans ses romans. Il y a par exemple le peintre Gilbert dans Pirates du Rhône, Pablo et Enrique, les deux Espagnols du roman éponyme, Julien Dubois dans Le Cœur des vivants ou Jacques Fortier et Pierre Mignot, l'écologiste du Silence des armes.

### Ses thèmes marquants

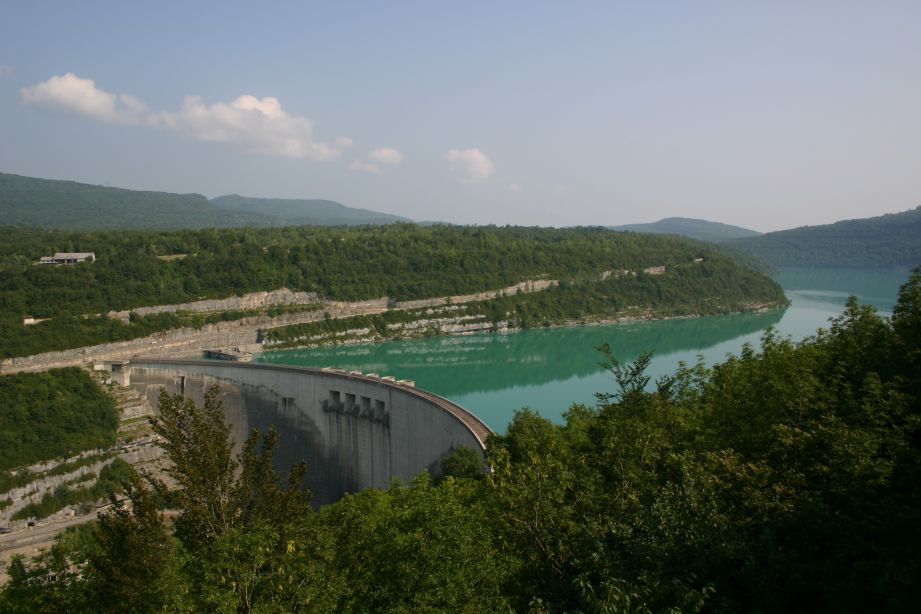
La Franche-Comté à Vouglans

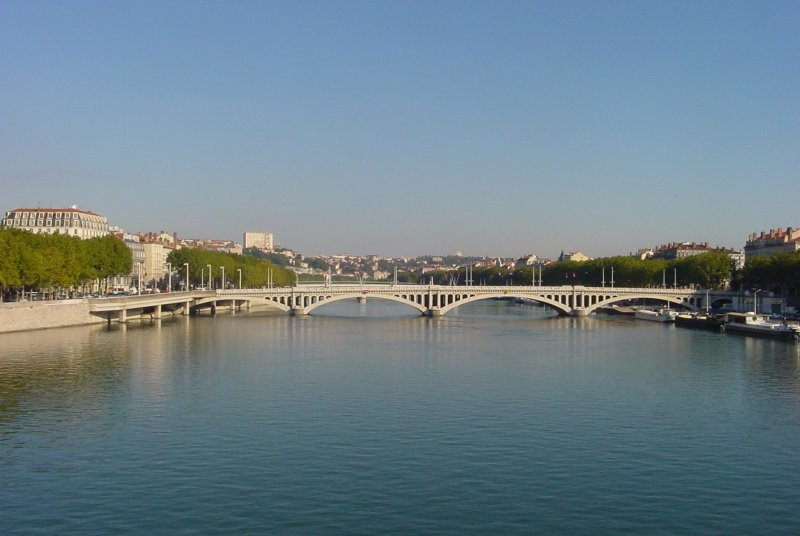
Le Rhône à Lyon

#### Sa géographie personnelle
Elle balance essentiellement entre le Jura où il est né et a passé sa jeunesse, où il est revenu un temps en 1970, et la vallée du Rhône où il a longtemps vécu après la guerre.

##### Son Jura natal
Beaucoup de ses romans se passent dans ces montagnes au rude climat, quinze au total dont cinq sur la période que couvre la biographie de Michel Ragon.

##### Le Rhône et la vallée du Rhône
Le Rhône a toujours exercé une fascination sur Clavel. Il en a parlé souvent et lui a consacré un album Le Rhône ou les métamorphoses d’un Dieu. De nombreux romans sont un hommage au fleuve et ont aussi pour décor la ville de Lyon et la vallée du Rhône. On peut en dénombrer douze au total dont six sur la période qui nous intéresse.

#### Ses personnages et l'histoire locale
La plupart de ses romans plongent leurs racines dans l'histoire locale, celle des vignerons de Château-Chalon dans L'Espagnol, celle des pêcheurs et de la vie le long du fleuve dans Pirates du Rhône, des mariniers et de leur déclin dans Le Seigneur du fleuve, celle de déracinés, du père étranger à la ville dans Le Voyage du père ou le retour du fils prodigue dans Le Silence des armes. L'épaisseur des personnages résulte de l'impact qu'ils ont sur leur environnement qui lui-même détermine leurs actions. C'est cette dynamique des interactions qui crée le climat si particulier de ses romans.
Ses personnages sont bâtis à son image, des costauds qui prennent la vie à bras le corps, des hommes de cœur qui vont jusqu'au bout de leurs passions. (voir des hommes comme le marinier Philibert Merlin ou l'hercule Kid Léon) La dignité de l'homme, il la voit d'abord dans son travail, un travail qui n'est pas une aliénation comme il le devient parfois, mais un travail où il puisse exercer sa liberté : « Si Clavel vous montre des artisans, écrit Michel Ragon, c'est parce que ce sont, parce que ce furent, les derniers ouvriers libres. »
L'un des plus représentatifs est sans doute le père Vincendon, voisin lédonien et vieil ami de son père. Vincendon, c'est la passion du bois, l'homme qui 'fait chanter les arbres' quand il les transforme en violon dans L'arbre qui chante. Il est aussi présent dans une nouvelle qui porte son nom Vincendon et apparaît dans un album au titre évocateur Célébration du bois publiée en 1962 et dédiée à Gérard, son fils ébéniste. Le père Vincendon « fut le premier homme à parler devant moi de cet amour, a-t-il écrit » et il repense à la vie qu'il menait juste après la guerre : « À Vernaison, se trouvait un atelier où je travaillais le bois. Je rabotais avec un outil qui me vient de mon père, lequel le tenait de Vincendon... Dans cet atelier, j'ai été heureux. »

#### Imaginaire et création

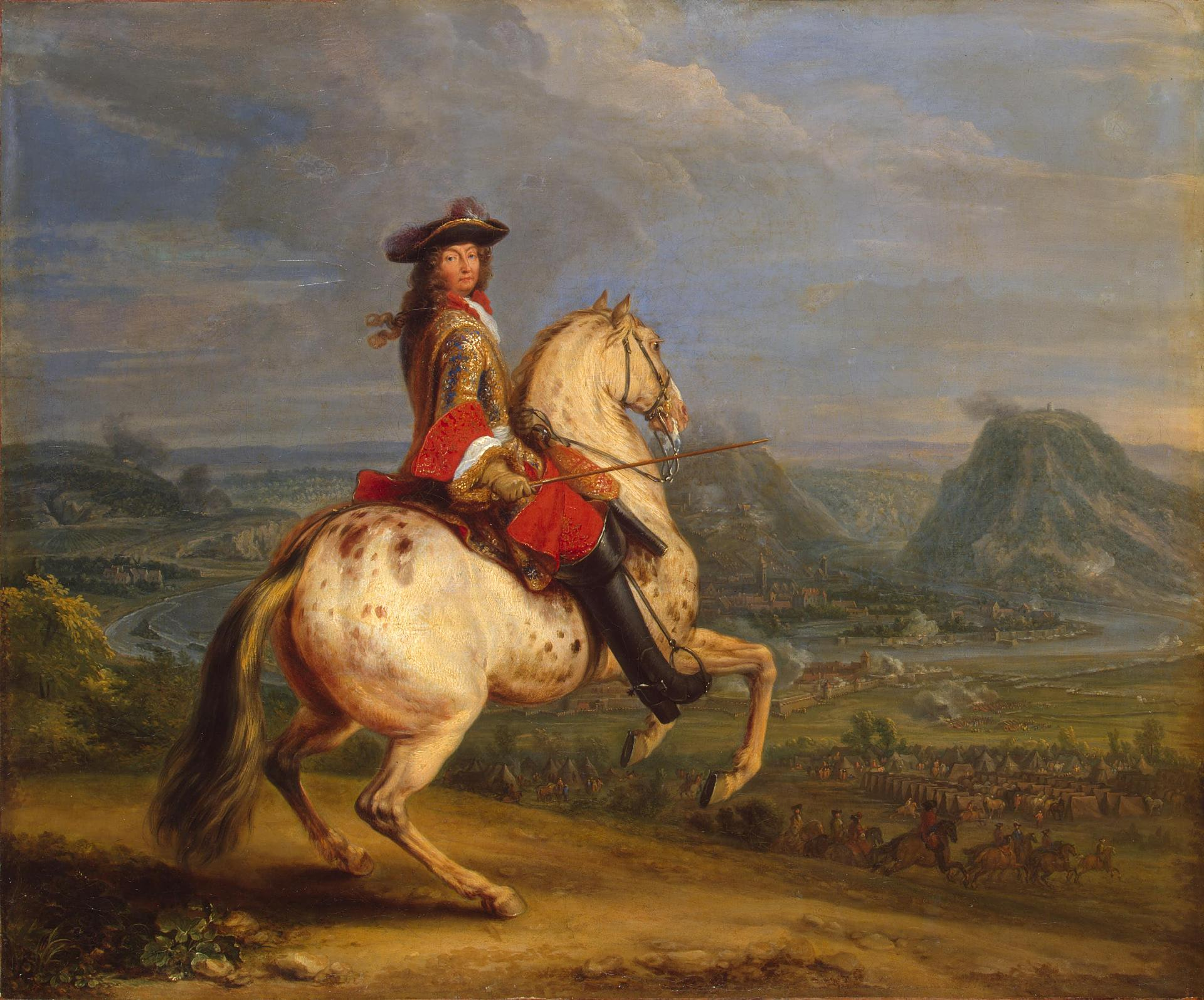
Louis XIV devant Besançon

Ses modes de création se développent essentiellement autour de deux mécanismes :

- Une démarche biographique à partir de laquelle il crée un décor et fait vivre ses personnages comme dans L'Espagnol qu'il a rencontré en faisant les vendanges à Château-Chalon, L'hercule sur la place qu'il a bien connu à Lons-le-Saunier d'abord puis à Lyon ou Le tambour du bief qu'il a longtemps fréquenté à Vernaison.
 Une démarche autobiographique aussi, surtout dans les premières années avec L'ouvrier de la nuit, Gilbert le peintre de Pirates du Rhône et l'écriture de son cycle La grande patience.
- Un déclic qui se produit un jour à l'occasion d'une discussion, d'une anecdote comme pour le cycle Les Colonnes du ciel, qui va naître de données sur la terrible guerre de Dix Ans qui a sévi en Franche-Comté, un jour qu'il se trouve à Salins-les-Bains dans le Jura. À partir de là, il peut laisser libre cours à son imagination. Il cite aussi le cas de souvenirs, petits ou grands, qui lui servent de point de départ pour bâtir un scénario. C'est par exemple le cas pour Malataverne, un fait divers qui remonte à l'enfance, l'histoire d'un casse d'adolescents, qui tourne mal. C'est le cas de ce camion plein d'on qui passe tous les jours devant chez lui à Vernaison, simple fait qui, de fil en aiguille, va déboucher sur Qui m'emporte.

#### Sa conception de l'écriture
Il la définit dans le dernier texte sélectionné intitulé Écrire, c'est se vider de sa vie. « Chaque minute passée devant la page blanche, chaque ligne écrite, chaque feuillet tourné, autant de batailles dont nul ne saurait dire si l'écrivain sort vainqueur on vaincu. » Il évoque ensuite les raisons qui le poussent à écrire, son profond besoin par ce moyen d'échapper à la solitude, de faire partager au lecteurs ses émotions. Sa propre relation à l'écriture, c'est d'abord le souci de clarté pour être compréhensible à tous : le plus difficile est de rechercher la simplicité qui n'est pas la pauvreté, au contraire « il y a tout un vocabulaire de la vie, extrêmement coloré, extrêmement  sonore et qui peut donner à un texte cet accent de vérité et ce rythme qui sont les éléments d'une véritable animation. »
Son souci permanent est d'atteindre l'excellence en revenant constamment sur son ouvrage et cite cette anecdote : quand il écrivit son premier roman, il le reprit pendant 6 mois « mot à mot » en consultant de nombreux dictionnaires. Il ajoute que sa volonté, son désir est « d'être un artisan honnête. »

#### L'homme engagé

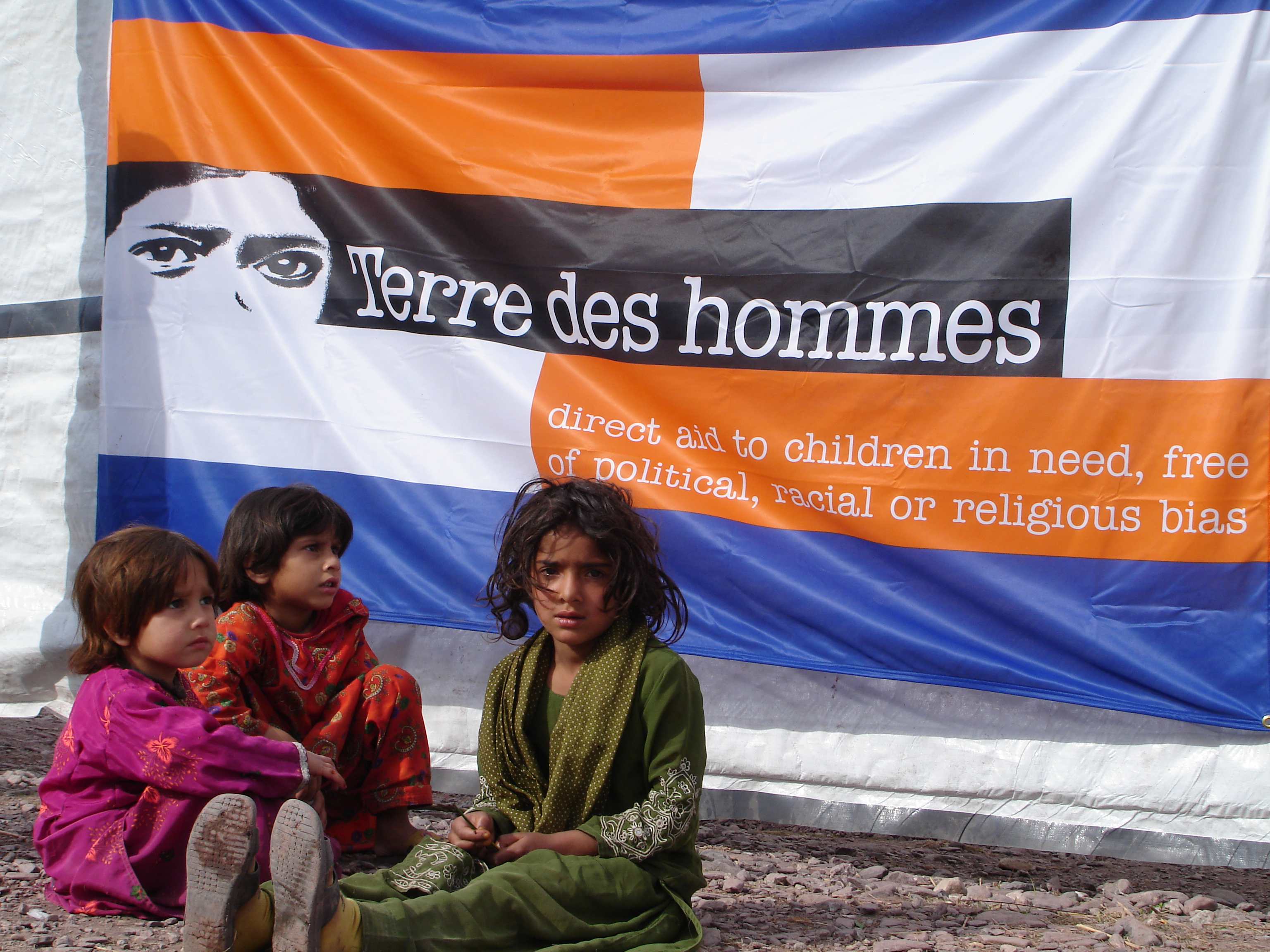
Terre des hommes

##### La violence et la guerre
Bernard Clavel est un costaud, Michel Ragon dit qu'il a quelque chose d'un Vlaminck, force de la nature qui se battit avec ses pinceaux, comme Clavel à ses débuts, tout jeune il a pratiqué la boxe puis les haltères, il a connu le dur travail de la terre. C'est aussi un homme qui a vécu dans l'admiration de son oncle militaire, capitaine dans les bataillons d'Afrique mais qui un jour au Maquis sera confronté à la torture et qui va peu à peu rejeter toute forme de violence. Il répond à Marie-Claire de Coninck : « Pour moi, le combat qui me paraît essentiel, c'est celui que l'homme doit mener pour la paix, pour la lutte contre l'oppression quelle qu'elle soit. Contre la corruption de l'argent. » (voir aussi dans l'encart ses réponses au questionnaire de Proust)

##### La défense des faibles et des opprimés
S'il connut des rencontres importantes dans sa vie, celle avec l'association Terre des hommes fut déterminante. Son engagement aux côtés de ses membres fut totale et aboutit à ce cri qu'il lance dans un livre poignant Le massacre des innocents dont les revenus contribuèrent à ouvrir un nouveau centre près de Lausanne pour recevoir les déshérités de la terre, les enfants victimes de toutes les guerres qui dévastent le monde et mutilent les enfants. Son action le mena au Bangladesh, toujours pour les mêmes raisons, combat qu'il évoque dans la préface qu'il écrivit au livre de Claude Mossé Mourir pour Dacca.
Il mena également deux combats importants contre la peine de mort, à travers l'affaire Deveaux, un innocent condamné par la justice puis, avec son ami Louis Lecoin, pour que soit reconnu aux appelés le statut d'objecteur de conscience. Quand Bernard Clavel s'installe vers Paris, il rencontre souvent Louis Lecoin, ce vieux militant libertaire qui deviendra un ami intime. Il va l'aider à imposer le statut d'objecteur de conscience et collaborer à tous les numéros de son journal Liberté. C'est quelques années auparavant que Clavel, encore à Lyon, avait contacté Lecoin, enthousiasmé par son combat. Pour lui rendre hommage, il lui dédiera Le Silence des armes et le représentera sous les traits d'un homme distribuant ses propres tracts pacifistes.
Dès lors, il apporta avec constance son concours aux militants et aux associations pacifistes.

## L'approche biographique de Ragon

### Des débuts difficiles
« L'œuvre de Bernard Clavel étant en majorité autobiographique, il est impossible de dissocier l'œuvre de l'homme » avertit Michel Ragon. « Mieux, la biographie de Clavel éclaire singulièrement l'œuvre. »
De l'enfance de Clavel, on sait peu de choses mais le jeune homme est largement présenté dans la grande fresque en quatre volumes qu'il lui consacre dans La Grande Patience, écrite entre 1962 et 1968. Cette vocation d'écrivain qui le tenaillait après qu'il eut goûté à la peinture, Clavel va la mettre en pratique à Vernaison au bord du Rhône où il restera une dizaine d'années. Là-bas, il vivra une existence des plus précaires, avec le petit peuple qui vit du fleuve, les pêcheurs-braconniers dont il fera les héros de son premier roman publié Vorgine plus connu sous son titre ultérieur Pirates du Rhône. Il évoque cette époque dans la préface à la réédition de son deuxième roman L'Ouvrier de la nuit : « Je revois Vernaison, les rives du Rhône encore sauvage, la véranda où j'écrivais dans une cabane que je m'étais construite pour me protéger du froid... »
Il reçoit des encouragements de l'éditeur Julliard mais son roman ne sera toutefois pas publié. Il écrit alors en une traite L'Ouvrier de la nuit, cri terrible, plein « d'amertume et de remords » d'un homme qui a sacrifié sa famille pour satisfaire à sa passion : devenir un grand écrivain. Livre de colère contre lui-même. Sur cette édition, figurait ce bandeau : « L'ouvrier de la nuit ou le malheur d'être écrivain. » Il l'écrira lui-même dans une édition ultérieure : « C'est en effet un grand malheur que d'être atteint par le virus indestructible de l'écriture. » Même s'il reconnaît « qu'il y a un certain bonheur d'écrire. », L'année suivante en 1958, c'est une première embellie : son troisième roman Qui m'emporte est accepté par l'éditeur Robert Laffont,
De 1958 à 1964, il va travailler la nuit au journal Le Progrès de Lyon et écrire le jour six nouveaux romans.

### DeQui m'emporteàLa Grande Patience
Qui m'emporte conte l'histoire d'une prostituée recueillie par Brassac, « un grand type large et épais » qui a des comptes à régler avec lui-même et règne en maître sur sa femme et son domaine. La pécheresse trouvera la rédemption et l'amour loin de la ville corruptrice, dans ce domaine à l'écart du village situé sur les bords du Rhône entre Lyon et Vienne. L'un des rares romans de Bernard Clavel qui finit bien.
L'Espagnol qui suit en 1959, est un réfugié de la guerre civile espagnole, échoué dans le Jura viticole, qui tombera amoureux de cette terre malgré un travail difficile, malgré l'amour qui passe. Un homme hanté par ses souvenirs de guerre et qui de tout son être refuse d'engager un nouveau combat aux côtés du Maquis. L'Espagnol obtiendra un bon succès mais il faudra attendre 1967, date de sa diffusion à la télévision pour que l'auteur soit enfin connu et reconnu comme un grand écrivain.
Malataverne, dédié à ses trois fils, repose sur une histoire vraie, un fait divers dont le jeune Clavel avait eu connaissance par un ami de son père qui participait au procès. Ce roman met en scène trois adolescents qui ont décidé de dévaliser une vieille femme habitant dans une ferme isolée des monts du lyonnais. Mais l'un d'entre eux Robert, la veille du coup, prend peur et veut tout arrêter.Personne ne l'écoute. Des jeunes gens aux familles sans histoires mais trop souvent livrés à eux-mêmes. Finalement c'est Robert qui sera arrêté après avoir assommé son ami Serge. Mais qui sait au juste où se situe la vérité de cette sordide affaire ?
Bernard Clavel se tourne alors ves l'écriture d'une chronique, celle de sa propre adolescence marquée par la dureté d'un patron sadique puis rattrapée par la guerre. L'accouchement sera difficile, il s'arrêtera pendant deux ans  avant d'achever le quatrième volume et n'écrira jamais les deux derniers qu'il avait prévus.
Julien Dubois va vivre un calvaire à Dole en apprentissage dans La Maison des autres, avant d'apprendre le sens de la révolte et de la dignité. Avec Le cœur des vivants, c'est le temps des rencontres, une vie qui oscille entre l'amour et la guerre. En 1941, Julien à 18 ans s'engage dans l'armée de l'armistice. Il rencontre l'amitié avec Riter qui lui fait découvrir la poésie, 'les poètes maudits' et Van Gogh, Carento avec lequel il désertera après l'invasion de la zone sud, il rencontre aussi l'amour avec Sylvie. Mais la guerre va le rattraper, Carento mourra et l'amour de Sylvie aussi. Une nouvelle fois, dur apprentissage de la vie au temps incertain de l'Occupation.
Les deux autres volumes sont plus centrés sur la vie des parents de Julien. À son retour de Dole, Celui qui voulait voir la mer, partir et voir du pays ne reste pas longtemps à Lons-le-Saunier auprès de ses parents. Il s'engage pour rejoindre l'armée de l'armistice dans le Sud-Ouest. C'est là qu'il rencontre Hans Balzer, un soldat allemand qui deviendra son ami bien des années plus tard. (voir chapitre suivant la fiche Jeunes frères ennemis) Ses parents restent seuls, désemparés, recroquevillés. Le père, usé par le travail, bougonne et rumine sa rancœur. La mère ne pense qu'à son fils, « inquiète, complice... lui pardonnant tout sans le comprendre. »
Puis vient le temps des Fruits de l'hiver, ce couple vieilli centré sur ses petits soucis quotidiens, ne sortant guère de son univers, la maison et le jardin. Un couple tiraillé entre un fils improbable qui a rejoint le Maquis et un autre fils profiteur de guerre qui fraie avec la Milice locale. Ce livre qui lui vaudra le prix Goncourt lui coûte énormément : « Si j'ai pu écrire ce roman, avouera-t-il, c'est que je n'ai pas été un bon fils. »

### De Chelles à Château-Chalon

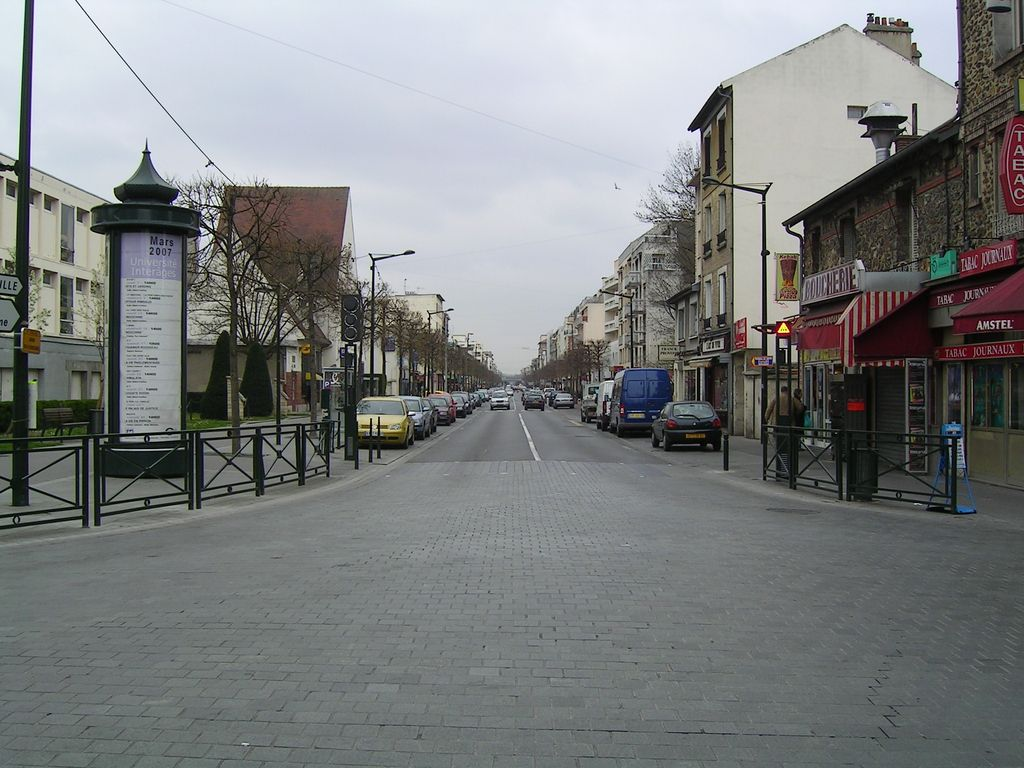
Vue de Chelles

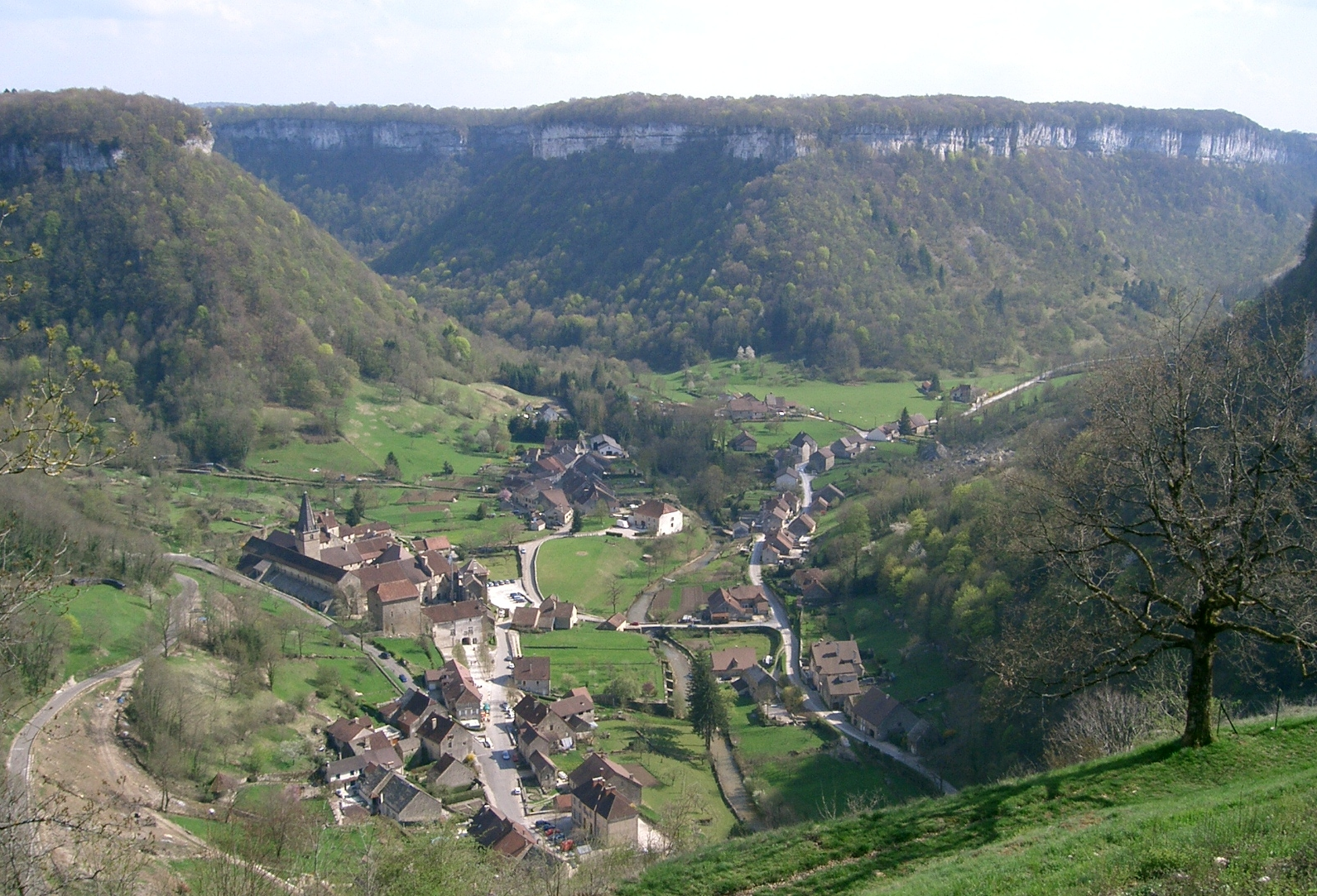
Paysage du Jura

En 1964, nouveau tournant dans sa vie : son éditeur Robert Laffont lui assure une mensualité et il s'installe à Chelles dans la région parisienne. Il écrit Le Voyage du père, incursion en terre inconnue d'un homme, un paysan jurassien, qui se sent étranger dans Lyon, cette grande ville où il est tout de suite mal à l'aise, où la neige est sale, étranger à sa fille Marie-Louise qu'il cherche désespérément, traînant son angoisse dans cet univers hostile. Étranger aussi à une vérité qui s'impose peu à peu et qu'il gardera au fond de lui comme une blessure.
Ses deux livres suivants empruntent largement à l'autobiographie. L'Hercule sur la place, c'est son ami Ted Robert – Kid Léon dans le roman – sur le ring ou dans la vie, une force terrible qu'il sait maîtriser, un bateleur de foire qui sait rameuter le public, allant de village en village à travers la Bresse. C'est aussi un homme blessé par la vie qui va s'attacher à un jeune homme à la dérive qui pourrait bien finir comme les trois jeunes de son roman Malataverne.
Le Tambour du bief nous ramène à Dole, ville de La Maison des autres, où Antoine un infirmier est confronté au drame d'une famille enfoncée dans la maladie et le chômage. Alternative terrible pour Antoine où la maladie d'une femme en fin de vie, qui souffre énormément, empêche la famille de déménager et de permettre ainsi à son gendre de trouver enfin du travail. Seul Antoine, rongé de scrupules, qui fait des piqûres à la vieille dame, peut dénouer la situation.
En 1970, Bernard Clavel revient dans son Jura natal et s'installe à Château-Chalon, village perché au-dessus de Lons-le-Saunier, en plein vignoble. Il écrit un livre sur le Rhône, Le Seigneur du fleuve, livre puissant où le héros, le patron de bateau Philibert Merlin livre un combat permanent contre l'impétuosité du fleuve qu'il descend jusqu'à Beaucaire puis remonte ensuite jusqu'à Lyon avec une énorme cargaison. Il livre depuis peu un autre combat encore plus périlleux contre un concurrent redoutable, le bateau à vapeur, qu'il va défier dans une lutte acharnée pour défendre ses valeurs et sa dignité d'homme et de marinier. 
Parallèlement, Bernard Clavel écrit des contes et des nouvelles dont certaines, nous dit Michel Ragon, ont des accents de Maupassant. En 1969, il en réunira 9 d'entre elles dans un recueil qui reprend le titre de la première : L'Espion aux yeux verts. À partir de 1967, il commence à publier des contes pour la jeunesse, L'Arbre qui chante puis en 1972 La Maison du canard bleu, conte sur le respect de la nature. En 1968, il publie dans le journal l'Humanité une histoire sur le sport et l'amitié, qui deviendra Victoire au Mans et lui vaudra le prix Jean Macé puis en 1974, il commence une nouvelle collection dédiée aux légendes avec un premier titre Légendes des lacs et des rivières.

## Les textes sélectionnés

### Souvenirs et passé
Deux des textes choisis parlent de souvenirs personnels. Le premier à travers Jacques Fortier, le héros de Le Silence des armes qui revient dans son Jura natal et retrouve dans la maison familiale le souvenir de sa mère qu'il n'a jamais revue, cette souffrance qui le submerge, souffrance sans objet maintenant qu'elle n'est plus là. Réminiscences autobiographiques qui rappellent La Grande Patience, son départ et son engagement dans l'armée de l'armistice, la souffrance et l'existence de ses parents qu'il décrit dans Les Fruits de l'hiver. Le second dans un récit Célébration du bois, où il évoque les soirées de son enfance et la lampe-pigeon qui trônait dans la cuisine et que son père prenait pour sortir la nuit tombée.

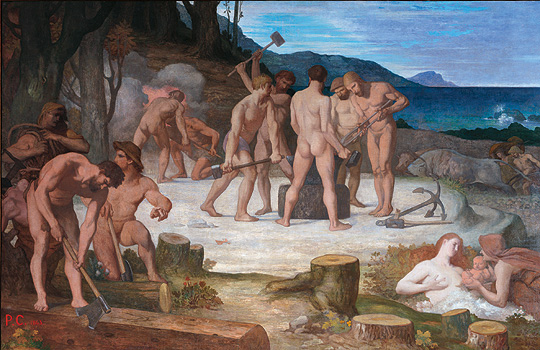
Le Travail, Puvis de Chavannes

### L'homme et ses activités
Les exemples sont nombreux de cette célébration du travail et des activités humaines. Michel Ragon en a choisi parmi les plus représentatifs. C'est d'abord Julien Dubois, le jeune pâtissier de La Maison des autres, qui voudrait aimer ce métier mais qui, un soir de Noël, par la faute d'un patron sans cœur, va toucher au désespoir et à la solitude. C'est Pablo Sanchez, l'Espagnol qui découvre les vendanges, le poids de la 'bouille' remplie de raisin portée à dos d'homme et qui lui cisaille le dos. C'est, dans Le Seigneur du fleuve, le batelier Merlin et ses difficultés pour lutter contre l'impétuosité du fleuve, qui doit remonter le courant et passer un goulet avec sa 'rigue', son train de bateaux lourdement chargés. C'est dans L'Hercule sur la place, la dure vie des bateleurs qui vont exercer leurs forces et leurs talents de village en village et de foire en foire. C'est, dans Le Massacre des innocents, la difficulté, parfois même la malédiction d'être paysan.

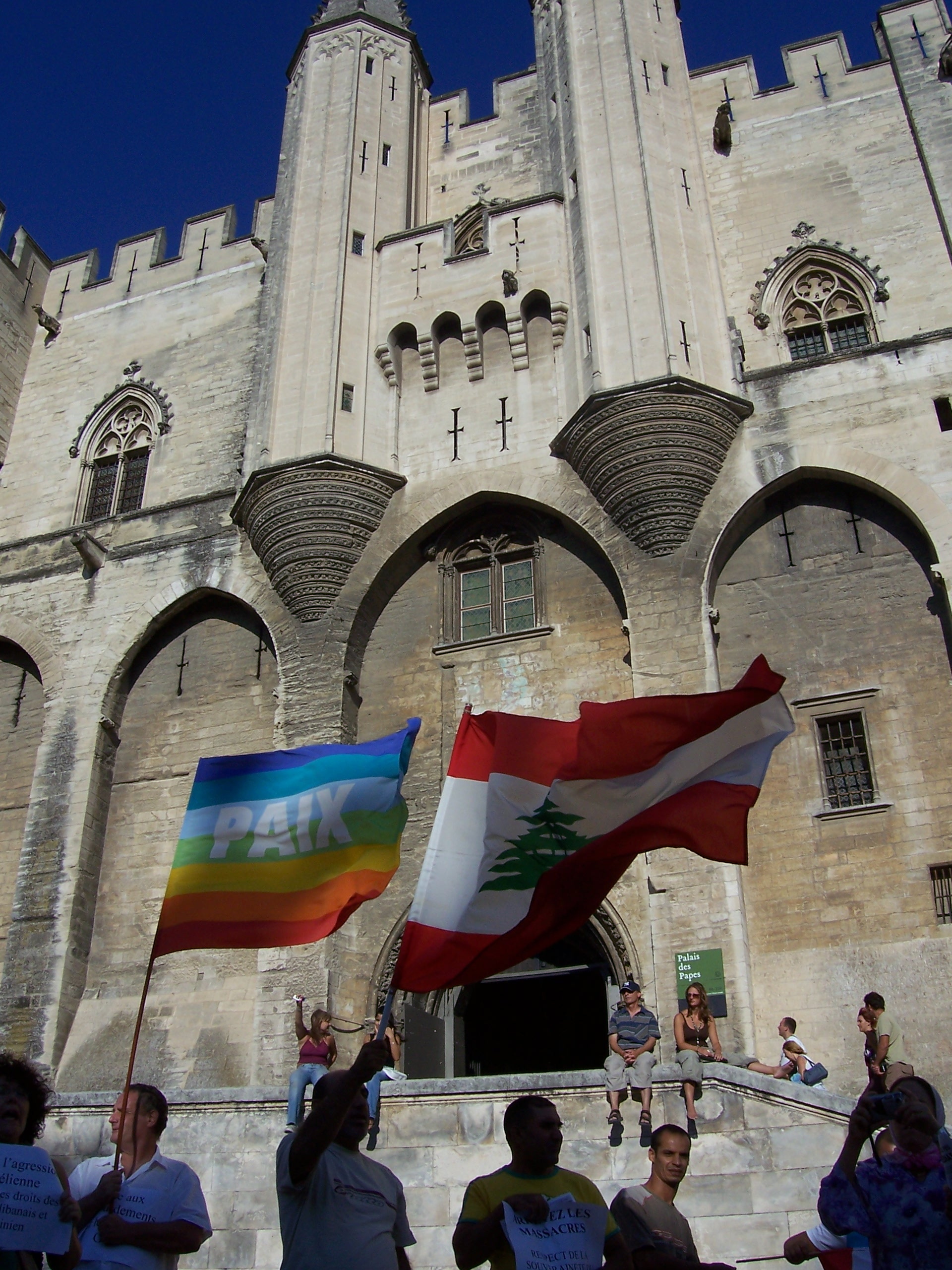
Manifestation pacifiste

### Le militant et le pacifiste
Ces extraits montrent l'itinéraire de Bernard Clavel, qui se souvient des tortures infligées à un homme au temps du Maquis et qu'il a inséré dans L'Espagnol, long itinéraire pendant toutes ces années pour être aussi un homme dans la cité, engagé pour défendre la dignité de l'homme et pourfendre la violence et la guerre. On y trouve bien sûr des extraits des textes fondateurs choisis dans Le Silence des armes, ce roman qui constitue un terrible réquisitoire contre la guerre, et la réponse qu'il apporte à l'armée dans Lettre à un képi blanc, choisis aussi dans Le massacre des innocents, dénonciation et terrible témoignage d'un homme en colère contre l'apathie d'un monde qui laisse massacrer des enfants sans vraiment s'en émouvoir. Il reprendra ce combat pour sauver les enfants du Bangladesh menacés par une guerre, toujours la guerre.
Son combat contre l'armée, sa défense des plus faibles, il les poursuivra, aux côtés d'un homme comme Louis Lecoin dans la lutte pour obtenir le statut d'objecteur de conscience puis pour lutter contre la peine de mort à travers l'exemple de Chalier qu'il cite dans Le Bois de la croix ou la demande de révision du procès de Jean-Marie Deveaux, injustement condamné. Son pacifisme, il l'exprimera également dans la lettre, d'une ironie mordante, au maire de Gambais, dans son amitié pour ce soldat allemand Hans Balzer, ennemi potentiel qui finira par devenir son ami.
Récapitulatif des textes sélectionnés
| L'amour du métier La maison des autres : la nuit de Noël de Julien Dubois; L'Espagnol : l'initiation aux vendanges de Pablo Sanchez Le Seigneur du fleuve : la remontée du Rhône par Philibert Merlin Le Massacre des innocents : la peine du paysan L'Hercule sur la place : les bateleurs de la Bresse La puissance des souvenirs Le Silence des armes : souvenirs de la mère Célébration du bois : souvenirs du père, la lampe-pigeon | Le pacifiste et le militant L'Espagnol : Pablo et la torture Lettre à un képi blanc : la guerre inhumaine et la lutte de Louis Lecoin Lettre à Hans Balzer : jeunes frères ennemis Le Massacre des innocents : Terre des hommes L'Affaire Deveaux : préface de Bernard Clavel Mourir pour Dacca : préface de Bernard Clavel Célébration du bois : le bois de la croix (contre la peine de mort) |